# BKF Két Tanítási Nyelvű Szakközépiskola
A BKF Két Tanítási Nyelvű Szakközépiskola egy oktatási intézmény Budapesten.

## Története
Az iskola 2003 óta működik. Anyaintézménye a Budapesti Kommunikációs és Üzleti Főiskola, az üzemeltető pedig a BKF Kommunikációs Alapítvány, amely a nevelési, oktatási, ismeretterjesztési és képességfejlesztési tevékenységet is végez, melynek keretében a hátrányos helyzetű csoportok társadalmi esélyegyenlőségére helyezi a hangsúlyt.
A szakközépiskola felsőfokú szakképzéseket folytat, amely a legmagasabb szintű OKJ-s képzést jelenti Magyarországon, melynek alapfeltétele a sikeres érettségi.

## Képzések
- idegenforgalmi szakmenedzser
- intézményi kommunikátor
- nemzetközi szállítmányozási-, és logisztikai szakügyintéző
- reklámszervező szakmenedzser
- sportkommunikátor
- alkalmazott grafikus
- alkalmazott fotográfus

## Külső hivatkozások
- BKF Két Tanítási Nyelvű Szakközépiskola
- BKF
- BKF a lap.hu-n